# Сероголовый трогон
Сероголовый трогон (лат. Trogon citreolus) — вид птиц семейства трогоновых. Является эндемиком Мексики Из-за очень большого ареала МСОП считает его видом, вызывающим наименьшее беспокойство. T. citreolus также изучался как эдификатор. Большая часть наших знаний об этом виде получена из работ Александра Скутча.

## Описание
Размер сероголового трогона — около 27 см, масса — от 85 до 90 грамм. Взрослые самцы имеют однородную серую голову и верхнюю часть груди. Клюв бледно-голубовато-серый, глаза желтые. Надхвостье сине-зеленое с чёрным кончиком, крылья темные. Темно-серая верхняя часть груди отделена от ярко-желтого живота и подхвостья кремово-белой нагрудной перевязью. Самки полностью темно-серые сверху и, как правило, имеют более бледно-серую грудь и более бледно-желтый живот. У обоих полов темные клювы, желтые глаза и преимущественно белое подхвостье. Рядом с Окосокоаутла-де-Эспиноса сероголовый трогон может пересекаться с Trogon melanocephalus. В этой области сероголовый трогон в целом более бледный. Голос этого вида похож на голос вида Trogon melanocephalus, быстрая последовательность низких, гортанных, коротких нот, напоминающих голос видов семейства типичные муравьеловковые. В брачный период по несколько особей каждого пола собираются вместе на разбросанных деревьях. Александр Скутч заметил, что:
При каждом крике он дергает хвостом вверх и вниз быстрыми, но семенящими взмахами и трясет слегка расслабленными крыльями. Иногда один трогон бросается на другого, который обычно отступает, не оказывая сопротивления. Птицы, очевидно, ухаживают, но процесс так затянулся, что требуется чрезвычайное терпение, чтобы довести его до естественного завершения. Позже, вырезая полость гнезда, трогоны издают низкий, скулящий звук, напоминающий хрюканье новорожденных щенков.

## Размножение
Сероголовый трогон размножается в период с мая по август. В одном гнезде 2-4 яйца.

## Питание
Сероголовым трогоном поедается большинство насекомых, в том числе летающие виды. Их добычей является широкий диапазон животных: богомолы, кузнечики и другие прямокрылые; большие гусеницы, как мохнатые, так и безволосые; и многие мелкие насекомые. Плод часто проглатывается вместе с семенем, которое позже отрыгивается.

## Подвиды
Выделяют два подвида сероголового трогона:
- Trogon citreolus citreolus Gould, 1835
- Trogon citreolus sumichrasti Brodkorb, 1942

## Распространение и среда обитания
Естественная среда обитания сероголвого трогона — засушливые или полузасушливые лесные массивы, низкие прибрежные джунгли, колючие кустарники, мангровые заросли и плантации. Данный вид строит гнезда в дуплах древесных термитариев. Считается, что этот метод гнездования играет решающую роль в создании необходимых полостей для многих организмов в сухих тропических лесах.